# Bondöfjärden
Bondöfjärden este o arie protejată (arie specială de conservare — SAC, sit de importanță comunitară — SCI) din Suedia întinsă pe o suprafață de 2.955,8 ha, integral pe uscat.

## Localizare
Centrul sitului Bondöfjärden este situat la coordonatele 65°08′24″N 21°41′42″E / 65.1399°N 21.695°E.

## Înființare
Situl Bondöfjärden a fost declarat sit de importanță comunitară în ianuarie 2002 pentru a proteja 1 specie de plante și 1 specie de animale. Situl a fost protejat și ca arie specială de conservare în martie 2011.

## Biodiversitate
Situată în ecoregiunile boreală și marină baltică, aria protejată conține 17 habitate naturale: Mlaștini turboase de tranziție și turbării mișcătoare, Taiga vestică, Dune împădurite din regiunile atlantică, continentală și boreală, Vegetație perenă pe țărmurile stâncoase, Izvoare fino-scandinave și mlaștini produse de izvoare bogate în minerale, Insule esker baltice, cu vegetație a plajelor nisipoase, stâncoase și cu galeți, precum și cu vegetație sublitorală, Litoraluri nisipoase din Baltica boreală cu vegetație perenă, Mlaștini împădurite, Păduri naturale în etape succesive primare ale suprafețelor emergente de coastă, Recifuri, Păduri caducifoliate de mlaștină fino-scandinave, Pajiști uscate europene, Insulițe și insule mici din Baltica boreală, Terase mlăștinoase și terase nisipoase neacoperite de apă la reflux, Bancuri de nisip acoperite în permanență slab de apă marină, Pășuni de coastă din Baltica boreală, Roci stâncoase cu vegetație pionieră de Sedo-Scleranthion sau Sedo albi-Veronicion dillenii.
La baza desemnării sitului se află mai multe specii protejate:
- plante (1): Artemisia campestris subsp. bottnica
- mamifere (1): Halichoerus grypus